# Елвін Бойд Кун
Елвін Бойд Кун (англ. Alvin Boyd Kuhn, 22 вересня 1880 —14 вересня 1963) — американський учений; займався порівняльним релігієзнавством, міфологією, єгиптологією та лінгвістикою. Відомий як прихильник міфологічної теорії походження християнства, а також як захоплений прихильник теософії. Його найбільш значні роботи — Theosophy (1930) і A Rebirth for Christianity (1963).

## Біографія
Елвін Кун народився 22 вересня 1880 на фермі в окрузі Франклін, штат Пенсільванія (в чотирьох милях від містечка Грінкасл).
Після отримання у 1903 році ступеня бакалавра гуманітарних наук Кун протягом двадцяти п'яти років працював викладачем іноземних мов: іспанської, французької, латинської та німецької. Одружився з Мері Грейс Лейпп (англ. Mary Grace Leippe), дочки редінгського бізнесмена. У 1926 та 1927 р.р. брав участь у літніх курсах Колумбійського університету. У вересні 1927 року Кун, залишивши роботу викладача, вступає до Колумбійського університету для вивчення філософії.
Отримавши 1931 року ступінь Ph.D., Кун починає писати і публікувати свої твори, а також читає лекції (близько 2000 лекцій лише у США та Канаді). Заснувавши в Елізабеттауні видавництво «Academy Press», публікує багато своїх книг та брошур.
Першою книгою Елвіна Куна була його дисертація Theosophy: A Modern Revival of Ancient Wisdom, видана в 1930 році в Нью-Йорку. Пізніше він скаже, що це був перший випадок, коли сучасний американський (або європейський) університет дозволив претенденту Ph.D. отримати її за дисертацію з теософії.

## Критика
Президент Тихоокеанської асоціації теологічних досліджень д-р У. Гаск (W. Ward Gasque ) зазначає, що Кун сам видав більшість своїх книг. Гаск наводить думки професійних єгиптологів з приводу пошуків Куна в галузі єгиптології, згідно з якими твердження Куна характеризуються як «крайня нісенітниця» та «фікція».

## Публікації
- Easter: The Birthday of the Gods. (1922, 2014) — ISBN 9781497938991.
- Theosophy: A Modern Revival of Ancient Wisdom. (1930, 1992, 2009) — ISBN 978-1-56459-175-3.
- The Lost Meaning of Death. (1935, 2011) — ISBN 9781258111793.
- Mary Magdalene і Her Seven Devils. (1936, 2013) - ISBN 9781258979331.
- The Stable and the Manger. (1936, 2013) — ISBN 9781258978891.
- Man's Two Births - Zodical Symbolism in the Gospel of Luke. (194?)
- The Lost Light: An Interpretation of Ancient Scriptures. (1940, 2007) — ISBN 9781599868141.
- Who is this King of Glory? A Critical Study of the Christos-Messiah Tradition. (1944, 2007) — ISBN 9781585093182.
- Sex as Symbol. The Ancient Light in Modern Psychology. (1945, 2013) — ISBN 9781494091378.
- The Tree of Knowledge. (1947, 2011) — ISBN 9781463523466.
- Creation in Six Days. (1947)
- Через Science to Religion. (1947)
- Shadow of the Third Century: A Revaluation of Christianity. (1949, 2007) — ISBN 9781599868387.
- India's True Voice. (1955, 2014) — ISBN 9781631820908.
- The Lost Key to the Scriptures. (1960, 2013) — ISBN 9781258993436.
- Prayer and Healing. (1960, 2013) — ISBN 9781258904449.
- Back with Blavatsky. (1961)
- A Rebirth for Christianity. (1963, 1971, 2014: у співавторстві) — ISBN 9780835631198.
- The Ultimate Canon of Knowledge. (1963, 2013) — ISBN 9781291355703.
- Yule and Noel: The Saga of Christmas. (1966)
- Esoteric Structure of the Alphabet. (1976) — ISBN 9780787305161.
- Hark: Messiah Speaks. A Philosophical Review of the Krishnamurti Teachings. (1985, 1999) — ISBN 9781858103259.
- Christ's Three Days в Hell & Case of Missing Messiah. (1990) — ISBN 9780787311889.
- The Red Sea Is Your Blood. (1993) — ISBN 9781564593283.
- Halloween: A Festival of Lost Meanings. (2004) - ISBN 9780766183773.
- The Lens of the Mind. (2005) — ISBN 9781419152825.
- Myth Truer Than History. (2005) — ISBN 9781417996575.
- The Night Is Long. (2005) — ISBN 9781417998111.
- The Root of All Religion. (2005) — ISBN 9781425304195.
- Suns of Intellect. (2005) — ISBN 9781417997138.
- Цей Evil World. (2005) — ISBN 9781419151453.
- Wedding в храмі. (2005) — ISBN 9781419151842.
- When Vision Failed. (2005) — ISBN 9781417997251.
- Easter Our Future Goal. (2006) — ISBN 9781430403449.
- Spiritual Symbolism of the Sun and Moon. (2011) — ISBN 9781258018511.
- The Great Myth of the Sun-Gods.
- Let there be Light – on Genesis.
- Platonic Philosophy in the Bible.